# Phyllonorycter encaeria
Phyllonorycter encaeria är en fjärilsart som först beskrevs av Edward Meyrick 1911.  Phyllonorycter encaeria ingår i släktet guldmalar, och familjen styltmalar. Inga underarter finns listade i Catalogue of Life.